# ニオロ・デュ・サエル圏
ニオロ・デュ・サエル圏（ニオロ・デュ・サエルけん、フランス語：Cercle de Nioro du Sahel）は、マリ共和国の地方行政区画でニオロ州を構成する圏のひとつ。行政の中心地はニオロ・デュ・サエルにおかれる。下級単位のコミューンは2009年時点で16団体あり、2009年の統計で人口は230,488人を数える。

## コミューン
ニオロ・デュ・サエル圏には2009年時点で以下のコミューンがある。2023年2月22日の行政区画再編でサンダレ、トロングーンベは圏に昇格し、コレラ・コレなどのコミューンも新しい圏へ移管となった。
- バニエレ・コレ（fr:Baniéré Koré）
- ディアビゲ（fr:Diabigué）
- ディアッラ (マリ共和国)（fr:Diarra (Mali)）
- ディアイ・クーラ（fr:Diaye Coura）
- ギャヴィナネ（fr:Gavinané）
- ゴギ (マリ共和国)（fr:Gogui）
- ゲテマ（fr:Guétéma）
- カディアバ・カディエル（fr:Kadiaba Kadiel）
- コレラ・コレ（fr:Koréra Koré）
- ニオロ・デュ・サエル（Nioro du Sahel）
- ニオロ・トゥーグーメ・ランガベ（fr:Nioro Tougoumé Rangabé）
- サンダレ（fr:Simbi (Mali)）
- シンビ (マリ共和国)（fr:Simbi (Mali)）
- トロングーンベ（fr:Troungoumbé）
- イェレレ（fr:Yéréré）
- ユーリ (マリ共和国)（fr:Youri (Mali)）

## 姉妹都市
- ドラヴェイユ、サンダレ
- ドゥールダン（フランス語版）、トロングーンベ